# 백련산로 (서울)
백련산로(Baengnyeonsan-ro)는 서울특별시 은평구 응암동 충암고교 교차로와 은평구청입구 교차로를 잇는 도로이다.

## 주요 경유지
서울특별시
- 은평구 (응암동)

## 주요 건물 및 시설
- 서울특별시은평병원 (서울특별시 은평구 백련산로 90)
- 응암2동주민센터 (서울특별시 은평구 백련산로 100)
- 영락중학교 (서울특별시 은평구 백련산로 134-6)
- 응암1동주민센터 (서울특별시 은평구 백련산로 179)